# Exploratorium (Film)
Exploratorium ist ein Dokumentar-Kurzfilm von Jon Boorstin aus dem Jahr 1974.

## Inhalt und Hintergrund
Der knapp 16-minütige Film zeigt ohne Erzähler das Exploratorium (The Palace of Arts and Science) in San Francisco. Dabei werden zahlreiche Ausstellungsgegenstände gezeigt sowie die Aktionen und Reaktionen der Besucher bei vielen dieser Gegenstände.
Dieses Mitmach-Museum, das sich als Wissenschaftszentrum (Science Center) besonders auf die Vermittlung von Naturwissenschaften konzentriert, wurde 1969 vom Physiker Frank Oppenheimer gegründet. Viele Ausstellungsstücke sind interaktiv ausgelegt und fordern damit direkt zur aktiven Auseinandersetzung mit der Thematik auf. Diese Interaktivität ist besonders für den Bildungserwerb bei Kindern geeignet, erreicht aber auch Erwachsene eher als herkömmliche dokumentarische Museumskonzepte. 
Boorstin erstellte den Film mit seiner eigenen Filmproduktionsgesellschaft Jon Boorstin Productions. Die Musik für die Produktion stammte Barry Schrader, der unter auch die Musik für den Science-Fiction-Horrorfilm Planet des Schreckens (1981) schuf.

## Auszeichnungen
Jon Boorstin wurde für den Film bei der Oscarverleihung 1975 für den Oscar für den besten Dokumentar-Kurzfilm nominiert.